# Danielle Cormack
Danielle Cormack (Wellington, 26 dicembre 1970) è un'attrice neozelandese.

## Biografia
Prima di tre figli, nasce a Wellington in una famiglia borghese. Lavora con l'azienda di famiglia, ma abbandona il tutto per dedicarsi alla recitazione. Ottiene il suo primo ruolo nel film L'ultimo tatuaggio. Attualmente recita in molte serie televisive, ma è particolarmente conosciuta per il ruolo protagonista di Bea Smith nella serie del 2014 sul carcere femminile Wentworth.

## Filmografia

### Cinema
- L'ultimo tatuaggio, regia di John Reid (1994)
- Donne in topless che parlano della loro vita, regia di Harry Sinclair (1997)
- Via satellite, regia di Anthony McCarten (1998)
- Siam Sunset, regia di John Polson (1999)
- The Price of Milk, regia di Harry Sinclair (2000)
- Without a Paddle - Un tranquillo week-end di vacanza (Without a Paddle), regia di Steven Brill 2004)
- River Queen, regia di Vincent Ward (2005)
- Perfect Creature, regia di Glenn Strandring (2007)
- A Song of Good, regia di Gregory King (2008)
- Separation City, regia di Paul Middleditch (2009)

### Televisione
- Alta marea (High Tide) – serie TV, 4 episodi (1994-1995)
- Hercules – serie TV, 3 episodi (1997-1999)
- Cleopatra 2525 – serie TV, 3 episodi (2000-2001)
- Xena - Principessa guerriera (Xena: Warrior Princess) – serie TV, 9 episodi (1995-2001)
- La valle dei pini (All My Children) – serie TV, 20 episodi (2003)
- Maddigan's Quest – serie TV, 9 episodi (2006)
- Rude Awakenings – serie TV, 6 episodi (2007)
- The Cult – serie TV, 13 episodi (2009)
- La spada della verità (Legend of the Seeker) – serie TV, 8 episodi (2008-2010)
- Buzzy Bee and Friends – serie TV, 64 episodi (2010-2013) -  doppiaggio
- Rake – serie TV, 24 episodi (2010-2014)
- Underbelly:Razor - serie TV,13 episodi (2011)
- Wentworth – serie TV, 46 episodi (2013-2016)

## Doppiatrici italiane
Nelle versioni in italiano dei suoi film, Danielle Cormack è stata doppiata da:
- Barbara Berengo Gardin in Xena - Principessa guerriera (prima voce)
- Francesca Fiorentini in Hercules, Xena - Principessa guerriera (seconda voce)
- Monica Ward in La spada della verità